# Meesiaceae
Die Meesiaceae (Bruchmoose) sind eine Familie der Laubmoose. Die Familie ist benannt nach David Meese (1723–1770), einem niederländischen Gärtner und Botaniker.

## Merkmale
Die kleinen bis großen, ausdauernden Pflanzen wachsen in Rasen auf feuchten, humusreichen Felsen und in Torfmooren. Im Gegensatz zu den sehr unterschiedlichen Merkmalen der Moospflanzen (Gametophyten) sind die Sporophyten ziemlich einheitlich ausgebildet. Die Seta ist meist lang (bis 10 Zentimeter). Die Kapsel ist asymmetrisch, gekrümmt, birnenförmig, schiefmündig, der Kapselhals deutlich abgesetzt, der Kapseldeckel kegelförmig, die Haube (Kalyptra) kappenförmig. Ein Peristom ist meist ausgebildet, 16-zähnig, doppelt, wobei die äußeren Peristomzähne oft deutlich kürzer sind als die inneren.

## Systematik
Nach Frey/Fischer/Stech wird die Familie in 5 Gattungen und 13 Arten gegliedert:
- Amblyodon, 1 Art Amblyodon dealbatus
- Leptobryum, 3 Arten
- Meesia, 7 Arten
- Neomeesia, 1 Art Neomeesia paludella
- Paludella, 1 Art Paludella squarrosa